# Daré Nibombe

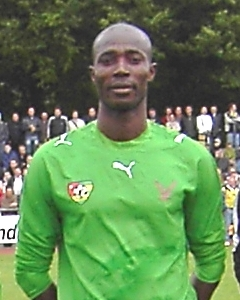
Daré Nibombe in 2006

Daré Nibombe (Lomé, 16 mei 1980) is een Togolese voetballer, die sinds 2009 voor het Roemeense FC Timişoara speelt. Nibombe is een verdediger en eveneens Togolees international. Hij speelde mee op het WK 2006 te Duitsland. Zijn eerste interland was op 8 april 2000, tegen Guinee-Bissau. In totaal speelde hij reeds 19 interlands, daarin kon hij één doelpunt scoren.
Nibombe leerde voetballen bij Modélé Lomé en later bij ASKO Kara. In het seizoen 2001-2002 speelde hij voor het eerst als prof bij Liberty Professionals FC. Daar maakte hij indruk en verhuisde naar het iets grotere AS Douanes Lomé, waar het maar even duurde voor hij naar Europa kwam. Hij kwam naar La Louvière, en verhuisde later naar RAEC Mons waar hij tot 2008 speelde. Sinds 2008 speelt hij in Roemenië,  eerst voor CS Otopeni, nu voor FC Timişoara. Na het WK stond Nibombe dicht bij een transfer naar Bayer Leverkusen, maar die ging uiteindelijk toch niet door. Nibombe is 196 cm groot en weegt 91 kg.

## Carrière
- 2001-2002 : Liberty Professionals FC
- 2002-10/2002 : AS Douanes Lomé
- 10/2002-2003 : RAA Louviéroise
- 2003-2008: RAEC Mons
- 2008-2009: CS Otopeni
- 2009-nu: FC Timişoara